# Marcus Manlius
Marcus Manlius Capitolinus was een Romeinse patricische politicus die leefde in het begin van het begin van de 4e eeuw v.Chr.. Hij was consul in 392 v.Chr. en speelde een heldhaftige leidersrol in de legende van de Ganzen van het Capitool (zie Juno Moneta). 
Hij wordt door de traditie beschouwd als de tweede martelaar in de strijd van de Romeinse plebejers voor hun sociale ontvoogding.

## Redder van het Capitool
Toen een Gallisch leger onder het bevel van Brennus de Romeinen bij de Allia een zware nederlaag had toegebracht (volgens de overlevering zou dat gebeurd zijn op 16 juli 390 v.Chr.; hoe dan ook, sindsdien gold 16 juli als een ongeluksdag voor de Romeinen), marcheerden de overwinnaars ongehinderd naar Rome, waar zij de stad plunderden. Zo veel mogelijk mensen verlieten de stad, terwijl degenen die nog weerstand konden bieden zich schrap zetten in de burcht op de Capitolijnse heuvel. De Galliërs begonnen toen het beleg van het Capitool. Op zekere nacht klommen zij geruisloos naar de top van de heuvel, waar de verdedigers sliepen. Bijna hadden zij hun doel bereikt, toen de heilige ganzen van Juno, daar gehouden omdat zij een belangrijke rol speelden in de eredienst van de godin, verontrust werden door het gerucht en luidkeels begonnen te gaggelen. Een van de Romeinse verdedigers, Marcus Manlius, die twee jaar eerder consul was geweest, werd wakker en kon het debacle tijdig verhinderen. Als dank voor zijn verdienste kreeg hij het agnomen Capitolinus.

## Gevolgen van de invasie
De Gallische invasie had voor Rome enkele nare gevolgen.
- Het eerste was dat alle historische bronnen van vóór 390 v.Chr. verloren gingen, en dat daardoor de latere historici het niet makkelijk hadden om historische feiten te scheiden van legenden.
- In de tweede plaats volgde er na de invasie in Rome een periode van economische ontreddering, die vooral de armsten in de samenleving zwaar trof, en waardoor vele uitzichtloze schuldenaren in slavernij terechtkwamen.

## Weldoener der armen
Het was toen dat Manlius, de redder van het Capitool, opnieuw op de voorgrond trad. Toen hij enkele jaren later zag hoe iemand als slaaf werd afgevoerd, omdat hij zijn schulden niet meer kon betalen, herkende hij in die ongelukkige een soldaat die vroeger op voorbeeldige wijze onder hem had gediend. Hij werd door medelijden aangegrepen en betaalde uit eigen zak het bedrag dat de soldaat verschuldigd was. Hierna begon hij zijn bezittingen te verkopen en verklaarde plechtig dat niemand nog op zulk een harteloze manier zou behandeld worden, zolang hij het verschuldigde bedrag nog kon betalen.
Dit werd hem door de andere patriciërs niet in dank afgenomen. Deze in hun ogen misplaatste menslievendheid deed hen door het contrast nóg ongenadiger lijken, en bracht mogelijk de armen op ongewenste gedachten. Zij beschuldigden Manlius er valselijk van dat hij zich uitsloofde om populariteit bij het volk te verwerven, met de bedoeling zich uiteindelijk met hun goedkeuring tot tiran te laten uitroepen en de republiek omver te werpen.
Marcus Manlius Capitolinus werd in 385 v.Chr. gearresteerd en berecht, maar uit schaamte werd het proces verplaatst naar een plek buiten de stad en uit het zicht van het Capitool, dat hij met zijn heldenmoed had gered. Hij werd ter dood veroordeeld en van de Tarpeïsche rots geworpen. Zijn huis op de Capitolijnse heuvel werd gesloopt, en op de plaats van het verwoeste huis werd een tempel gebouwd ter ere van Juno Moneta (d.i. Juno-die-Waarschuwt). Deze tempel werd op 1 juni 344 v.Chr. plechtig ingewijd.
Volgens de Romeinse overlevering besloot de familieraad van de Manlii ook dat geen enkel lid van de gens Manlia voortaan nog de voornaam Marcus mocht dragen.

## Trivia
- Volgens de historicus Theodor Mommsen ligt het verdwenen huis van Manlius op de Capitolijn aan de basis van zijn agnomen, en is het verhaal over de heldhaftige redding van het Capitool een literaire fictie uit latere tijden.

- De Franse dramaturg Antoine de La Fosse zou aan deze figuur een tragedie wijden getiteld: Manlius Capitolinus (1698).